# Tricimba diversa
Tricimba diversa är en tvåvingeart som beskrevs av Ismay 1993. Tricimba diversa ingår i släktet Tricimba och familjen fritflugor.
Artens utbredningsområde är Northern Territory, Australien. Inga underarter finns listade i Catalogue of Life.